# セルゲイ・ガヴリーロフ (政治家)
セルゲイ・アナトーリエヴィチ・ガヴリーロフ（ロシア語: Серге́й Анато́льевич Гаври́лов、1966年1月27日 - ）は、ロシアの政治家。ロシア連邦共産党所属。ロシア連邦議会国家会議代議員。
1966年にソビエト連邦のトゥーラで誕生。1989年にモスクワ大学で経済学の博士候補号を取得。2016年9月18日、ロシア連邦共産党から第7期国家会議代議員に選出。

## ガヴリーロフの夜
2019年6月20日、ジョージアのトビリシにあるジョージア国会議事堂において、第26回正教議会間集会（キリスト教東方正教会に関連した各国議員の会合）の総会が開かれた。ガヴリーロフは同会議の議長であり、ロシア代表団とともに出席した。ガヴリーロフは議会の議長席で総会の開幕を宣言し、ロシア語で議事を進行した。
親欧州派のジョージア国会議員は、ガヴリーロフが議会の議長席に着席したことについて強く反発し、ジョージアの主権を侵す攻撃であると見なした。また民衆による抗議デモも発生した。デモ参加者はジョージアの国旗や欧州連合の旗を掲げ、議事堂への侵入を試みた。対応に当たった警察官が不適切な暴力的対応を行ったことにより、複数の負傷者が発生した。このデモによって、警官およそ80人を含む約240人が重軽傷を負い、多数の拘束者が発生した。デモ参加者はロシアの議員らに対し、直ちにジョージアから退去するよう要求した。
ガヴリーロフは議長席に座ったことについて、ジョージア側からの指示によるものであると主張した。これに対しジョージアの与党は「ガヴリーロフが総会の開幕を宣言することを知らなかった」とし、ジョージア国会の事務方のミスであったとの見解を示した。ジョージアの野党はこれに反発し、ジョージア国会議長イラクリ・コバヒゼと、デモ参加者への対応に関して当局を指揮したギオルギ・ガハリア内務大臣の辞任を訴えた。ガヴリーロフは多くの混乱をジョージア国内に引き起こし、この一連のデモは「ガヴリーロフの夜」と呼ばれた。

## 栄誉
- 祖国功勲奨章（英語版）2等 - 2016年8月26日[9]